# プリシラ・ライト
プリシラ・ライト（Priscilla Wright、1943年11月20日 - ）は、アメリカ合衆国のモデル。米PLAYBOY誌・1966年3月号のプレイメイトとなった。彼女の中央見開き折込ページ（センターフォールド）は、マリオ・カッシーリ (Mario Casilli) によって撮影された。
プリシラ（彼女はパット・ライトと呼ばれるのを好む）は、カリフォルニア州サンタバーバラで生まれた。彼女と妹はマリブとニューポートビーチで育った。父親はプロゴルファーで、母親はアーティストだった。彼女もゴルフに関心があり、13歳の時にミッションバレーで開かれたジュニア選手権で優勝している。